# Kamala (Band)
Kamala ist eine finnische Thrash-Metal-Band aus Jyväskylä, die 2005 gegründet wurde.

## Geschichte
Die Band wurde 2005 von den Freundinnen Karita Kivioja und Päivi Keski-Säntti gegründet. Kivioja spielte die E-Gitarre und übernahm den Gesang, während Keski-Santti anfangs noch den Bass spielte, aber bald schon zum Schlagzeug wechselte, da sie es als leichter befanden, eine Bassistin als eine Schlagzeugerin zu finden. Beide waren zuvor bereits in Coverbands aktiv gewesen. Nachdem ein paar Musiker vorgesprochen hatten, wurde Emilia Peurakoski, Freundin und Fan der beiden, herangezogen. Peurakoski war am Bass noch völlig unerfahren. Nachdem sie sechs Monate zusammen gespielt hatten, waren sie am 26. April 2006 für ihren Premieren-Auftritt gerüstet. Im Juni wurde das erste Demo namens Peto von Samuli Turunen, einem Freund der Band, im Proberaum der Band in Lutakko, Jyväskylä, aufgenommen. Nach weiteren Demos erschien 2013 über Inverse Records das Debütalbum Kamala akka, das von Sami Niittykoski aufgenommen, abgemischt und gemastert worden war.

## Stil
Laut RB von obliveon.de ist auf Kamala akka geradlinige und aggressive Musik zu hören, die auf „thrashige Elemente, harsches Riffing und wütenden Gesang“ setze. Anders Ekdahl von battlehelm.com rezensierte das Album ebenfalls und fühlte sich an Alice in Chains abzüglich des Grunge-Klangs und mit einer höheren Geschwindigkeit erinnert, wobei auch Parallelen zu härteren Klängen wie von Pantera vorhanden seien. Er empfand, dass die Band eine Art „Testosteron-Metal“ spielt. Für Maciek von metalbite.com bot das Album schweren Thrash Metal mit heruntergestimmten E-Gitarren und melodischem Gesang. An der Gitarre verwende man viele Effekte und der Bass klinge verzerrt, insgesamt klinge das Album roh. Bei dem Gesang mache man gelegentlich auch von Screams Gebrauch.

## Diskografie
- 2006: Peto (Demo, Eigenveröffentlichung)
- 2007: Päästä irti (Demo, Eigenveröffentlichung)
- 2008: Riittämättö (Demo, Eigenveröffentlichung)
- 2013: Kamala akka (Album, Inverse Records)